# Петронелла де Комменж
Петронелла (Петронилла, Перенель) де Комменж (фр. Pétronille de Comminges; до 1184 — 1251) — графиня Бигорра и виконтесса Марсана с 1194 года, дочь графа Комменжа Бернара IV де Комменж и графини Бигорра Беатрис III

## Биография
Петронелла родилась ранее 1184 года.
В 1192 году её отец граф Бернар IV де Комменж выслал жену и единственную дочь от этого брака Петронеллу, сохранив Бигорр и Марсан за собой. Однако вмешался король Арагона Альфонсо II, заставивший Бернара IV передать Бигорр и Марсан Петронелле. Вскоре король Альфонсо II помолвил Петронеллу с Гастоном VI, виконтом Беарна, Габардана и Брюлуа. При этом тот признал за Альфонсо II право получить владения Петронеллы, если брак будет бездетным или дети умрут раньше матери, а также отказался от Арранской долины, которую короли Арагона когда-то уступили графам Бигорра. Брак был заключён 1 июня 1196 года в Массаке, после чего Гастон получил под управление Бигорр и Марсан
Став совершеннолетней, Пернелла управляла графством самостоятельно, а её муж, занятый другими проблемами, во внутренние дела Бигорра не вмешивался.
В 1208 году был объявлен крестовый поход против катаров. Во владениях Гастона не было катаров. Однако после того, как Симон де Монфор захватил владения многих окситанских дворян, вассалов короля Арагона Педро II, тот решил вмешаться. В 1211 году Гастон напал на Симона. Участие в войне имело для Гастона катастрофический последствия. Он был лишён аквитанского виконтства Брюлуа, захваченного крестоносцами, а папа отлучил его от церкви, объявив его владения лишёнными сеньора. После этого армия Симона де Монфора двинулась в Бигорр, осадив замок Лурд. Однако захватить его не удалось, поэтому крестоносцы отступили.
Только после того, как 12 сентября 1213 года в битве при Мюре погиб Педро II Арагонский, Гастон, который не успел присоединиться к армии Педро и, по этой причине, в битве не принимавший участие, принёс покаяние папе, и тот в 1214 году снял с него отлучение. Также Гастону было возвращено Брюллуа. Позже он возместил епископу Олерона ущерб, нанесённый во время войны.
Гастон умер в 1214 году, не оставив детей. Бигорр и Марсан остались во владении его вдовы Петронеллы. При этом Бигорр имел важное стратегическое и экономическое значение, поскольку через него проходили торговые пути через Пиренеи из Франции в Арагон. Поэтому в XIII веке графство не раз оказывалось в центре борьбы не только между разными феодалами, но и королями Франции, Англии и Наварры. И его правительница Петронелла оказалась заложницей этой борьбы.
Вскоре после смерти Гастона VI Петронелла вышла вторично замуж — за арагонского принца Нуньо Санчеса, двоюродного брата покойного Педро II Арагонского. Однако после гибели Педро II самым могущественным феодалом в регионе оказался Симон IV де Монфор, глава крестового похода против альбигойцев. Не заинтересованный в усилении позиций Арагонского дома, он добился развода Нуньо Санчеса с Петронеллой, на которой женил своего сына Ги. От этого брака родилось две дочери, старшая из которых, Алиса, стала наследницей графства. Петронелла носила титул графини Бигорра и виконтессы Марсана, но фактическое управление её владениями оказалось в руках Монфоров. После гибели Ги в 1220 году его брат Амори VI де Монфор выдал Петронеллу замуж за своего соратника Амори де Ранкона, сохранив контроль над Бигорром.
В 1224 году умер Амори де Ранкон. В том же году Амори VI де Монфор лишился своего влияния в регионе. Петронелла в 1228 году вышла замуж в пятый раз за Бозона де Мата, сеньора де Коньяк. С его помощью она в 1230 году смогла вернуть себе контроль за своими владениями, после чего они навели в них порядок.
В 1232 году Бозон от имени жены предъявил права на Комменж, напав на владения графа Беранара V де Комменж. Бернар V смог сохранить Комменж, однако он был вынужден уступить Петронелле Сен-Годенс и часть Небузана.
В 1230 году Петронелла с согласия Амори де Монфора выдала замуж свою старшую дочь Алису за Журдена Эшиву III (ок.1190—1247), сеньора де Шабанн и де Конфолан. Тогда же было решено, что после смерти Петронеллы Алиса унаследует Бигорр, а недавно родившаяся от брака с Бозоном дочь Мата, которая позже будет выдана замуж за виконта Беарна Гастона VII, должна была унаследовать Марсан.
После смерти Бозона в 1247 году Петронелла удалилась в монастырь л’Эскаль-Дьё, завещав владения своим дочерям. Старшая, Алиса де Монфор, вместе со старшим сыном, Эскиватом IV де Шабане, должна была получить Бигорр. Чтобы укрепить наследование Бигорра Эскиватом, Петронелла передала Бигорр под управление Симону де Монфору, 6-й графу Лестеру, оставив себе только небольшое содержание. Другая дочь, Мата, жена Гастона VIII Беарнского, должна была унаследовать виконтство Марсан и сеньорию Нотр-Дам дель Пилар в Сарагосе. В 1250 году Петронелла завещала Мате и Гастону также права на долю в графстве Комменж.
Петронелла умерла в 1251 году. Её смерть привела к борьбе за её наследство между Гастоном Беарнским, Эскиватом де Шабане и Симоном де Монфором.

## Брак и дети
1-й муж: с 1196 Гастон VI (1165—1214), виконт Беарна, Габардана и Брюлуа с 1173, граф Бигорра и виконт Марсана с 1196. Детей от этого брака не было.
2-й муж: с 1215 Нуньо Санчес Арагонский (ум. 1241), граф Руссильона и Сердани с 1226 (развод). Детей от этого брака не было.
3-й муж: с 1216 Ги II де Монфор (ок.1195—1220), граф Бигорра и виконт Марсана с 1216. Дети:
- Алиса де Монфор (ок. 1217/1220 — 1255), графиня Бигорра с 1251; 1-й муж: с 1234 Журден Экива III де Шабан (ок. 1190—1247), сеньор де Шабанн и де Конфолан; 2-й муж: с 1247 Рауль де Куртене (1223—1271), сеньор Ильер-ан-Осеруа
- Петронелла де Монфор; муж: Рауль де Ла Рош-Тессон

4-й муж: с 1221 Аймар де Ранкон (ум. 1224). Детей от этого брака не было.
5-й муж: с 1228 Бозон де Мата (ум. 1247), сеньор де Коньяк, граф Бигорра и виконт Марсана с 1228. Дети:
- Мата (Амата) де Мата (после 1228 — 6 февраля 1270/апрель 1273), виконтесса Марсана с 1251; муж: с ок. 1240 Гастон VII (1225 — 26 апреля 1290) — виконт Беарна, Габардана и Брюлуа, сеньор Монкада и барон Кастельви-де-Росанес с 1229, виконт Марсана а 1251—1270/1273